# Judo na Letních olympijských hrách 2016 – muži – lehká váha
Zápasy v judu na Letních olympijských hrách v Riu v kategorii lehkých vah mužů proběhly v hale Carioca Arena 2 v přilehlé části Ria de Janeira v Barra da Tijuca 8. srpna 2016.

## Finále
| finále         |           |
| -------------- | --------- |
| Šóhei Óno      | Šóhei Óno |
| Rustam Orudžov | Šóhei Óno |

## Opravy / O bronz
Poražení čtvrtfinalisté se utkávají mezi sebou v opravách. Vítězové oprav následně vyzvou poražené semifinalisty v boji o bronzovou medaili.
| opravy             | o bronz            |                    |
| ------------------ | ------------------ | ------------------ |
| Děnis Jarcev       | Laša Šavdatuašvili | Laša Šavdatuašvili |
| Laša Šavdatuašvili | Laša Šavdatuašvili | Laša Šavdatuašvili |
|                    | Sagi Muki          | Laša Šavdatuašvili |
| Miklós Ungvári     | Miklós Ungvári     | Dirk Van Tichelt   |
| Nick Delpopolo     | Miklós Ungvári     | Dirk Van Tichelt   |
|                    | Dirk Van Tichelt   | Dirk Van Tichelt   |

## Pavouk
|   | 1/64            | 1/32                   | 1/16                   | čtvrtfinále        | semifinále       | finále         |
| - | --------------- | ---------------------- | ---------------------- | ------------------ | ---------------- | -------------- |
| A | volný los       | An Čchang-im           | An Čchang-im           | Dirk Van Tichelt   | Dirk Van Tichelt | Šóhei Óno      |
| A | volný los       | An Čchang-im           | An Čchang-im           | Dirk Van Tichelt   | Dirk Van Tichelt | Šóhei Óno      |
| A | volný los       | Mohamed Kasem          | An Čchang-im           | Dirk Van Tichelt   | Dirk Van Tichelt | Šóhei Óno      |
| A | volný los       | Mohamed Kasem          | An Čchang-im           | Dirk Van Tichelt   | Dirk Van Tichelt | Šóhei Óno      |
| A | volný los       | Morad Zemouri          | Dirk Van Tichelt       | Dirk Van Tichelt   | Dirk Van Tichelt | Šóhei Óno      |
| A | volný los       | Morad Zemouri          | Dirk Van Tichelt       | Dirk Van Tichelt   | Dirk Van Tichelt | Šóhei Óno      |
| A | volný los       | Dirk Van Tichelt       | Dirk Van Tichelt       | Dirk Van Tichelt   | Dirk Van Tichelt | Šóhei Óno      |
| A | volný los       | Dirk Van Tichelt       | Dirk Van Tichelt       | Dirk Van Tichelt   | Dirk Van Tichelt | Šóhei Óno      |
| A | volný los       | Děnis Jarcev           | Děnis Jarcev           | Děnis Jarcev       | Dirk Van Tichelt | Šóhei Óno      |
| A | volný los       | Děnis Jarcev           | Děnis Jarcev           | Děnis Jarcev       | Dirk Van Tichelt | Šóhei Óno      |
| A | Hong Kuk-hjon   | Pierre Duprat          | Děnis Jarcev           | Děnis Jarcev       | Dirk Van Tichelt | Šóhei Óno      |
| A | Pierre Duprat   | Pierre Duprat          | Děnis Jarcev           | Děnis Jarcev       | Dirk Van Tichelt | Šóhei Óno      |
| A | volný los       | Sajndžargal            | Sajndžargal            | Děnis Jarcev       | Dirk Van Tichelt | Šóhei Óno      |
| A | volný los       | Sajndžargal            | Sajndžargal            | Děnis Jarcev       | Dirk Van Tichelt | Šóhei Óno      |
| A | volný los       | Alex Pombo             | Sajndžargal            | Děnis Jarcev       | Dirk Van Tichelt | Šóhei Óno      |
| A | volný los       | Alex Pombo             | Sajndžargal            | Děnis Jarcev       | Dirk Van Tichelt | Šóhei Óno      |
| B | volný los       | Laša Šavdatuašvili     | Laša Šavdatuašvili     | Laša Šavdatuašvili | Šóhei Óno        | Šóhei Óno      |
| B | volný los       | Laša Šavdatuašvili     | Laša Šavdatuašvili     | Laša Šavdatuašvili | Šóhei Óno        | Šóhei Óno      |
| B | Magdiel Estrada | Magdiel Estrada        | Laša Šavdatuašvili     | Laša Šavdatuašvili | Šóhei Óno        | Šóhei Óno      |
| B | Jaromír Ježek   | Magdiel Estrada        | Laša Šavdatuašvili     | Laša Šavdatuašvili | Šóhei Óno        | Šóhei Óno      |
| B | volný los       | Chamara Dharmawardhana | Chamara Dharmawardhana | Laša Šavdatuašvili | Šóhei Óno        | Šóhei Óno      |
| B | volný los       | Chamara Dharmawardhana | Chamara Dharmawardhana | Laša Šavdatuašvili | Šóhei Óno        | Šóhei Óno      |
| B | volný los       | Abner Waterhouse       | Chamara Dharmawardhana | Laša Šavdatuašvili | Šóhei Óno        | Šóhei Óno      |
| B | volný los       | Abner Waterhouse       | Chamara Dharmawardhana | Laša Šavdatuašvili | Šóhei Óno        | Šóhei Óno      |
| B | volný los       | Šóhei Óno              | Šóhei Óno              | Šóhei Óno          | Šóhei Óno        | Šóhei Óno      |
| B | volný los       | Šóhei Óno              | Šóhei Óno              | Šóhei Óno          | Šóhei Óno        | Šóhei Óno      |
| B | volný los       | Miguel Murillo         | Šóhei Óno              | Šóhei Óno          | Šóhei Óno        | Šóhei Óno      |
| B | volný los       | Miguel Murillo         | Šóhei Óno              | Šóhei Óno          | Šóhei Óno        | Šóhei Óno      |
| B | volný los       | Victor Scvorțov        | Victor Scvorțov        | Šóhei Óno          | Šóhei Óno        | Šóhei Óno      |
| B | volný los       | Victor Scvorțov        | Victor Scvorțov        | Šóhei Óno          | Šóhei Óno        | Šóhei Óno      |
| B | volný los       | Zijád Matar            | Victor Scvorțov        | Šóhei Óno          | Šóhei Óno        | Šóhei Óno      |
| B | volný los       | Zijád Matar            | Victor Scvorțov        | Šóhei Óno          | Šóhei Óno        | Šóhei Óno      |
| C | volný los       | Rustam Orudžov         | Rustam Orudžov         | Rustam Orudžov     | Rustam Orudžov   | Rustam Orudžov |
| C | volný los       | Rustam Orudžov         | Rustam Orudžov         | Rustam Orudžov     | Rustam Orudžov   | Rustam Orudžov |
| C | Faye Njie       | Didar Chamza           | Rustam Orudžov         | Rustam Orudžov     | Rustam Orudžov   | Rustam Orudžov |
| C | Didar Chamza    | Didar Chamza           | Rustam Orudžov         | Rustam Orudžov     | Rustam Orudžov   | Rustam Orudžov |
| C | volný los       | Andrew Thomas Mlugu    | Jake Bensted           | Rustam Orudžov     | Rustam Orudžov   | Rustam Orudžov |
| C | volný los       | Andrew Thomas Mlugu    | Jake Bensted           | Rustam Orudžov     | Rustam Orudžov   | Rustam Orudžov |
| C | volný los       | Jake Bensted           | Jake Bensted           | Rustam Orudžov     | Rustam Orudžov   | Rustam Orudžov |
| C | volný los       | Jake Bensted           | Jake Bensted           | Rustam Orudžov     | Rustam Orudžov   | Rustam Orudžov |
| C | volný los       | Mirali Sharipov        | Dex Elmont             | Miklós Ungvári     | Rustam Orudžov   | Rustam Orudžov |
| C | volný los       | Mirali Sharipov        | Dex Elmont             | Miklós Ungvári     | Rustam Orudžov   | Rustam Orudžov |
| C | volný los       | Dex Elmont             | Dex Elmont             | Miklós Ungvári     | Rustam Orudžov   | Rustam Orudžov |
| C | volný los       | Dex Elmont             | Dex Elmont             | Miklós Ungvári     | Rustam Orudžov   | Rustam Orudžov |
| C | volný los       | Miklós Ungvári         | Miklós Ungvári         | Miklós Ungvári     | Rustam Orudžov   | Rustam Orudžov |
| C | volný los       | Miklós Ungvári         | Miklós Ungvári         | Miklós Ungvári     | Rustam Orudžov   | Rustam Orudžov |
| C | volný los       | Nuno Saraiva           | Miklós Ungvári         | Miklós Ungvári     | Rustam Orudžov   | Rustam Orudžov |
| C | volný los       | Nuno Saraiva           | Miklós Ungvári         | Miklós Ungvári     | Rustam Orudžov   | Rustam Orudžov |
| D | volný los       | Sagi Muki              | Sagi Muki              | Sagi Muki          | Sagi Muki        | Rustam Orudžov |
| D | volný los       | Sagi Muki              | Sagi Muki              | Sagi Muki          | Sagi Muki        | Rustam Orudžov |
| D | volný los       | Rok Drakšič            | Sagi Muki              | Sagi Muki          | Sagi Muki        | Rustam Orudžov |
| D | volný los       | Rok Drakšič            | Sagi Muki              | Sagi Muki          | Sagi Muki        | Rustam Orudžov |
| D | volný los       | Igor Wandtke           | Igor Wandtke           | Sagi Muki          | Sagi Muki        | Rustam Orudžov |
| D | volný los       | Igor Wandtke           | Igor Wandtke           | Sagi Muki          | Sagi Muki        | Rustam Orudžov |
| D | volný los       | Josué Déprez           | Igor Wandtke           | Sagi Muki          | Sagi Muki        | Rustam Orudžov |
| D | volný los       | Josué Déprez           | Igor Wandtke           | Sagi Muki          | Sagi Muki        | Rustam Orudžov |
| D | volný los       | Ganbátaryn Odbajar     | Ganbátaryn Odbajar     | Nick Delpopolo     | Sagi Muki        | Rustam Orudžov |
| D | volný los       | Ganbátaryn Odbajar     | Ganbátaryn Odbajar     | Nick Delpopolo     | Sagi Muki        | Rustam Orudžov |
| D | volný los       | Mohamed Mohyeldin      | Ganbátaryn Odbajar     | Nick Delpopolo     | Sagi Muki        | Rustam Orudžov |
| D | volný los       | Mohamed Mohyeldin      | Ganbátaryn Odbajar     | Nick Delpopolo     | Sagi Muki        | Rustam Orudžov |
| D | volný los       | Ahmed Goumar           | Nick Delpopolo         | Nick Delpopolo     | Sagi Muki        | Rustam Orudžov |
| D | volný los       | Ahmed Goumar           | Nick Delpopolo         | Nick Delpopolo     | Sagi Muki        | Rustam Orudžov |
| D | volný los       | Nick Delpopolo         | Nick Delpopolo         | Nick Delpopolo     | Sagi Muki        | Rustam Orudžov |
| D | volný los       | Nick Delpopolo         | Nick Delpopolo         | Nick Delpopolo     | Sagi Muki        | Rustam Orudžov |